# 河南路 (台中市)
河南路為臺灣臺中市重要道路之一，大致呈弧狀，共分四段。自漢口路二段為起點，向北沿伸至水湳經貿園區南端後，轉向西行；之後漸漸轉向西南，過市政路後大致往南至大墩四街為止。

## 行經行政區域
（由南至北）
- 西屯區
- 南屯區

## 本道路客運
臺中市公車
| 編號 | 業者              | 路線                     | 行駛區間                      |
| ---- | ----------------- | ------------------------ | ----------------------------- |
| 18   | 統聯客運          | 老虎城－大智公園         | 市政北六路－青海路            |
| 27   | 台中客運          | 臺中車站－嶺東科技大學   | 公益路－臺灣大道              |
| 28   | 台中客運          | 坪頂－四張犁圖書館       | 福星路－長安路                |
| 33   | 台中客運          | 僑光科技大學－高鐵臺中站 | 福星路－臺灣大道              |
| 54   | 台中客運          | 下港尾－九張犁           | 文心路－福星路                |
| 60   | 台中客運          | 坪頂－大智公園           | 臺灣大道－市政北六路          |
| 63   | 豐原客運 統聯客運 | 豐原－臺中榮總           | 臺灣大道－福星路              |
| 68   | 四方客運          | 東海別墅－中臺科技大學   | 福星路－文心路                |
| 79   | 統聯客運          | 統聯轉運站－大慶車站     | 福星路－青海路                |
| 157  | 台中客運          | 文心森林公園－外埔區公所 | 臺灣大道－青海路              |
| 160  | 和欣客運          | 高鐵臺中站－僑光科技大學 | 福星路－市政北七路            |
| 199  | 全航客運          | 龍井區公所－僑光科技大學 | 向上路－公益路 文心路－福星路 |
| 藍13 | 統聯客運          | 關連工業區－文心森林公園 | 青海路－臺灣大道              |
| 6268 | 全航客運          | 僑光科技大學－埔里       | 福星路－臺灣大道              |

## 分段
河南路共分為四段：
- 一段：漢口路二段－文心路三段
- 二段：文心路三段－臺灣大道三段
- 三段：臺灣大道三段－市政路
- 四段：市政路－大墩四街

## 車道配置
- 一段：雙向二車道
- 二段：
  - 文心路─福上巷：雙向四車道，設置中央綠化安全島
  - 福上巷─甘肅路：雙向四車道，取消中央安全島綠化
  - 甘肅路─臺灣大道：雙向四車道，取消中央安全島
- 三段：雙向四車道，設置中央綠化安全島
- 四段：
  - 市政路─大墩七街：雙向四車道，設置中央綠化安全島
  - 大墩七街─大墩四街：單車道，可雙向通行

## 沿線設施
| | |
| 一段 （由南向北） 漢口路二段 - 三信公園 - 臺中市西屯區重慶國民小學 - 臺中市立文華高級中等學校 - 摩斯漢堡 文心路三段 - 台中捷運綠線文華高中站 二段 （由東向南） 經貿路 - 台中水湳經貿生態園區（原水湳機場） - 捷安特臺中旗艦店（iBike服務中心） 中科路／甘肅路二段 - 中華郵政逢甲郵局 福星路（往逢甲商圈、臺中市立圖書館西屯分館） 西屯路二段 - 臺中市西屯區上石國民小學 青海路二段 - 麥當勞 - 星巴克 臺灣大道三段（台灣大道幹線公車秋紅谷站） | 三段 （由北向南） - 臺中市第七期市地重劃區 - 秋紅谷公園 - 老虎城購物中心（華納威秀影城） - 惠來遺址公園 - 台中之鑽 市政路 四段 （由北至南） - 臺中市南屯區惠文國民小學 公益路二段 - 摩斯漢堡 向上路二段 - 臺中市南屯區大墩國民小學 - 臺中市立大墩國民中學 - 南屯公園 大墩四街 |